# Naha-te

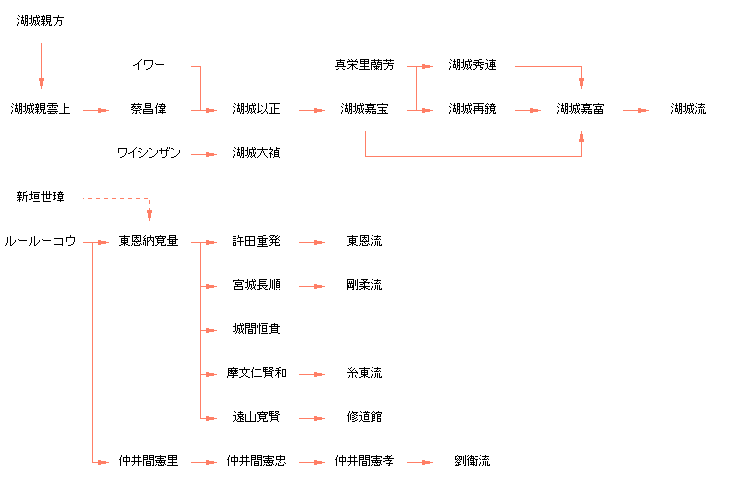
La genealogia del Naha-te (in Giapponese)

Naha-te (那覇手?, Okinawan: Nāfa-dī) è un termine usato prima della seconda guerra mondiale per indicare il karate che si praticava nell'area intorno a Naha, l'antica città commerciale del Regno delle Ryūkyū e oggi città capitale delle isole di Okinawa.
Si crede derivi dallo Shōrei ryū.

## Etimologia
Nei primi decenni del XX secolo, ci si riferiva alle arti marziali di Okinawa con il nome te, che nella lingua giapponese significava "mano". Il Te venne spesso accompagnato al nome di una città, per distinguere i vari stili di te, e spesso la parola faceva da prefazione all'area di origine, per esempio: Naha-te, Shuri-te, o Tomari-te.

## Storia
Naha-te si basava originariamente sul sistema della Gru Bianca di Fujian della Cina meridionale, che confluì ad Okinawa agli inizi del XIX secolo attraverso Kumemura (Kuninda); il Naha-te nacque nell'allora sobborgo di Naha, e continuò a svilupparsi ed evolversi fino ad essere formalizzato da Higaonna Kanryō negli anni ottanta. L'Okinawa-te o più semplicemente Te, detta anche Tōde, si differenziò subito in tre stili, a seconda dei luoghi di Okinawa in cui veniva praticato: il Naha-te (sul modello del kung fu/gongfu della Cina meridionale), il Shuri-te e il Tomari-te (entrambi sul modello del kung fu/gongfu della Cina settentrionale).
Nei primi anni del XX secolo, furono fondate diverse organizzazioni ufficiali di arti marziali okinawensi, e grazie alla loro influenza la parola karate divenne ampiamente accettata come un termine generico per qualsiasi tipo di arte marziale okinawense senza armi. Con la popolarità del termine karate, la pratica di nominare ogni tipo di arte marziale a partire dalla sua area geografica di origine declinò. Dal Naha-te derivò uno stile di karate: il Gōjū-ryū. Il termine Naha-te non è più di uso corrente.

## Importanti maestri okinawensi di Naha-te
- Isei Kogusuku
- Ranhō Maezato
- Arakaki Seishō
- Higaonna Kanryō
- Chōjun Miyagi
- Kyoda Jūhatsu
- Kenwa Mabuni

## Kata importanti
- Sanchin
- Saifa
- Seienchin
- Sepai
- Sesan
- Shisochin
- Suparinpei

## Stili di Naha-te
Ulteriori stili di Naha-te sono: 
- Gōjū-ryū,
- Tōon-ryū (sviluppato dagli studenti di Higaonna Kanryō),
- Kogusuku-ryū,
- Ryūei-ryū

ed altri ancora.
Al di fuori degli stili di Naha-te veri e propri, ricordiamo che dalle arti marziali Naha-te e dal Kung Fu il Mushindo Kempo ha preso alcuni aspetti.